# Amy Chua
Amy Lynn Chua, conosciuta anche come "the Tiger Mom" (Champaign, 26 ottobre 1962), è un avvocato e scrittrice statunitense, professore di legge alla Yale Law School con una specializzazione in affari internazionali, conflitti etnici e globalizzazione. Fa parte dello staff accademico di Yale dal 2001 dopo avere insegnato per sette anni alla Duke Law School. Prima dell'insegnamento è stata un avvocato associato a Cleary, Gottlieb, Steen & Hamilton. Nota anche per i suoi libri World on Fire, Battle Hymn of the Tiger Mother, Political Tribes.

## Biografia
Chua è nata a Champaign, Illinois, da genitori di etnia cinese-filippina con origini Hoklo emigrati dalle Filippine. I suoi genitori l'hanno allevata parlando l'hokkien. Suo padre, Leon O. Chua, è un professore di ingegneria elettrica e informatica presso l'Università di Berkeley. La sua città natale ancestrale è Quanzhou, Fujian.
La madre di Chua è nata in Cina nel 1936, prima di trasferirsi nelle Filippine all'età di due anni. Successivamente si è convertita al cattolicesimo al liceo e si è laureata all'Università di Santo Tomas, con una laurea in ingegneria chimica, summa cum laude.
Chua è cresciuta cattolica e ha vissuto a West Lafayette, nell'Indiana. Quando aveva 8 anni, la sua famiglia si trasferì a Berkeley, in California.
Chua si descriveva come una "brutta ragazzina" durante i suoi giorni di scuola; è stata vittima di bullismo a scuola per il suo accento straniero (che da allora ha perso) ed è stata oggetto di insulti razzisti da parte di diversi compagni di classe. Ha frequentato la El Cerrito High School, a El Cerrito, dove si è diplomata. Al college, si è laureata magna cum laude con un AB in Economia nel 1984 presso l'Harvard College. DSi è poi laureata cum laude in Giurisprudenza nel 1987 presso la Harvard Law School, dove è stata la prima redattrice asiatica-americana della Harvard Law Review.
Dopo la laurea in legge, Chua ha iniziato a lavorare come impiegata per il giudice capo Patricia M. Wald presso la Corte d'appello degli Stati Uniti per il circuito DC.

## Libri
Chua ha scritto cinque libri: due studi sugli affari internazionali, un libro di memorie sui genitori, un libro sulla cultura etnico-americana e la sua correlazione con il successo socio-economico negli Stati Uniti e un libro sul ruolo delle lealtà tribali nella politica americana e la sua politica estera.
Il suo primo libro, World on Fire: How Exporting Free Market Democracy Breeds Ethnic Hatred and Global Instability (2003), esplora il conflitto etnico causato in molte società dalla sproporzionata influenza economica e politica delle " minoranze dominanti sul mercato " e il conseguente risentimento nelle minoranze maggioranza benestante. World on Fire , che è stato un bestseller del New York Times , selezionato da The Economist come uno dei migliori libri del 2003, e nominato da Tony Giddens in The Guardian come una delle "migliori letture politiche del 2003", esamina in che modo la globalizzazione e la democratizzazione dal 1989 abbiano influenzato il rapporto tra le minoranze dominanti sul mercato e la popolazione in generale.

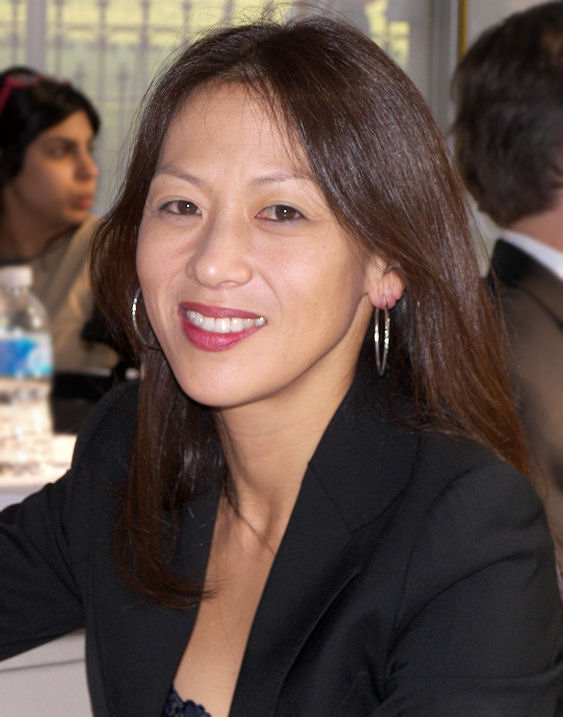
Amy Chua al festival del libro del Texas nel 2007

Il suo secondo libro, Day of Empire: How Hyperpowers Rise to Global Dominance – and Why They Fall (2007), esamina sette grandi imperi e ipotizza che il loro successo dipendesse dalla loro tolleranza nei confronti delle minoranze.
Il terzo libro di Chua, Battle Hymn of the Tiger Mother, pubblicato nel gennaio 2011, è un libro di memorie sul viaggio genitori utilizzando rigorose tecniche confucianiste di allevamento dei figli, che secondo lei sono tipiche dei genitori immigrati cinesi. Nonostante sia stato talvolta interpretato come un manuale di istruzioni per i genitori, il libro è stato criticamente visto come un resoconto "di come i bambini possono diventare ribelli e alienati quando vengono applicate filosofie educative uguali per tutti, indipendentemente dalla loro personalità o attitudini”. È stato un bestseller internazionale negli Stati Uniti, Corea del Sud, Polonia, Israele, Germania, Regno Unito e Cina ed è stato tradotto in 30 lingue. Il libro ha una grande attenzione dei media accendendo un dibattito globale sulle diverse tecniche usate dai genitori e sugli atteggiamenti culturali che promuovono tali tecniche. Il forte dibattito provocato dal libro ha incluso anche minacce di morte e insulti razzisti diretti a Chua, qualcuno ha persino chiesto il suo arresto con l'accusa di abusi su minori.

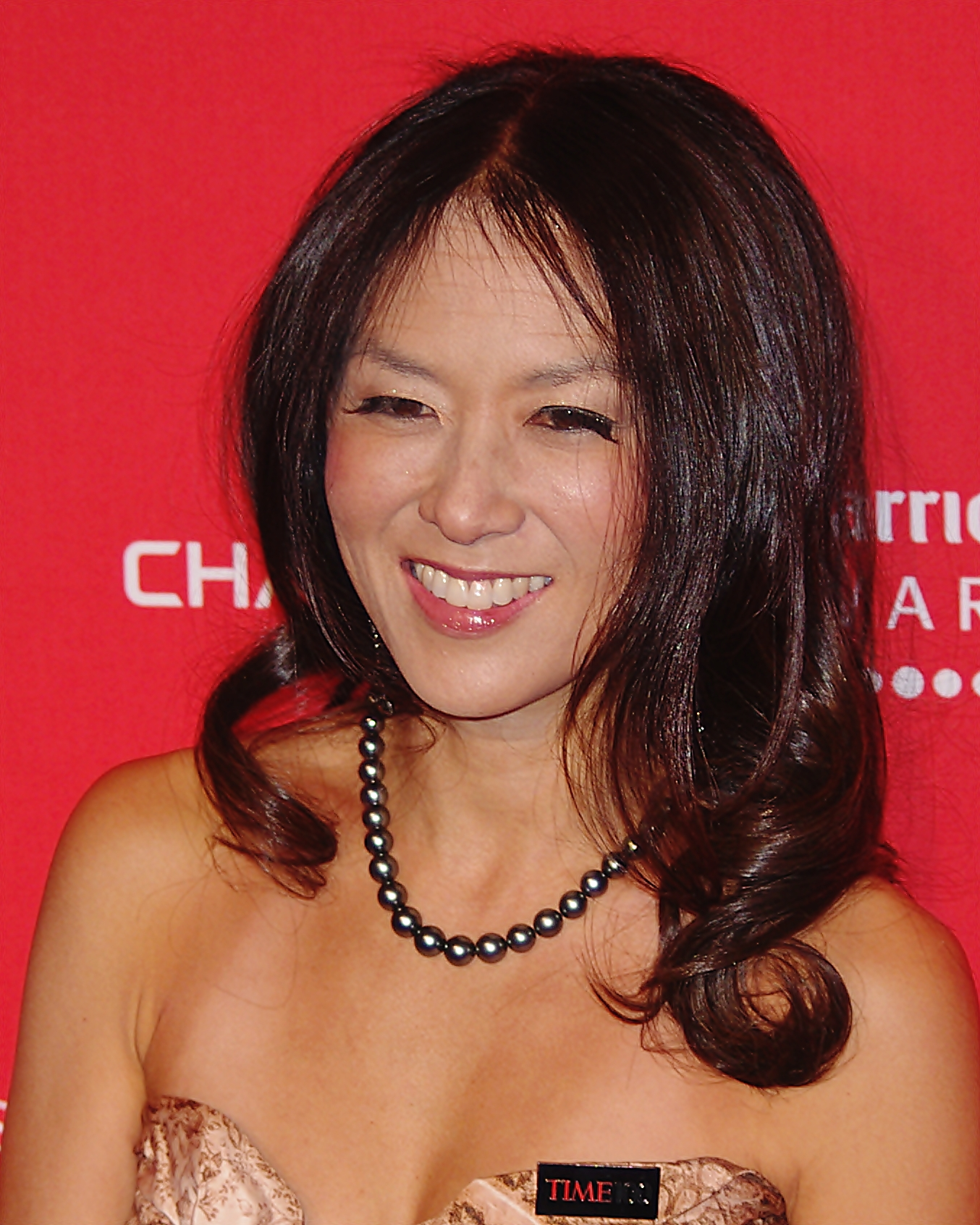
Chua nell'aprile 2012

Chua ha insegnato a J. D. Vance almeno durante il suo primo anno a Yale Law. Lo ha convinto a scrivere il suo libro di memorie Hillbilly Elegy, diventato un bestseller del New York Times e un film con Amy Adams e Glenn Close.
Il suo quarto libro, scritto insieme al marito Jed Rubenfeld, è The Triple Package: How Three Possible Traits Explain the Rise and Fall of Cultural Groups in America (pubblicato nel febbraio 2014). Il libro ha ricevuto recensioni contrastanti. Lucy Kellaway, scrivendo per il Financial Times, l'ha definito "la migliore teoria universale del successo che abbia mai visto". Emma Brockes, scrivendo su The Guardian, ha elogiato il libro per "aver attinto a studi illuminanti sull'influenza degli stereotipi e delle aspettative su vari gruppi etnici e culturali... La volontà degli autori di perseguire un'indagine intellettuale - quello che gli altri non farebbero - è incoraggiante". Tuttavia, The Guardian ha anche pubblicato una recensione satirica scritta da John Crace, che ha utilizzato uno dei tratti del Triple Package - il controllo degli impulsi - per dire ai potenziali lettori di "resistere a questo libro". Il libro è stato anche aspramente criticato per gli stereotipi culturali e per aver ignorato fattori aggiuntivi come la trasmissione della ricchezza intergenerazionale. La scrittrice di Forbes Susan Adams lo ha criticato per le sfumature razziste e ha affermato che il suggerimento di Chua secondo cui alcuni gruppi culturali hanno più successo convenzionale di altri data la sua "prescrizione a tre punte [per il successo]" è nella migliore delle ipotesi "psicologia pop"". Uno studio empirico di Joshua Hart e Christopher Chabris ha rilevato che "c'erano poche prove per sostenere la teoria del triplo pacchetto".
Nel febbraio 2018 è stato pubblicato il quinto libro di Chua. Intitolato Political Tribes: Group Instinct and the Fate of Nations, esamina come la lealtà di gruppo spesso superi qualsiasi altra considerazione ideologica. Sostiene che l'incapacità di riconoscere il posto della lealtà di gruppo ha svolto un ruolo importante nel fallimento della politica estera statunitense e nell'ascesa di Donald Trump. Il libro ha ricevuto recensioni estremamente positive da tutto lo spettro politico. David Frum, scrivendo per il New York Times, ha elogiato Chua per la sua disponibilità ad avvicinarsi "alle aree vietate intorno alle quali gli altri di solito camminano in punta di piedi". Il Washington Post ha descritto il libro come "compatto, perspicace, inquietante, ma alla fine pieno di speranza", ed Ezra Klein ha definito il libro "affascinante" nel suo podcast.
Il libro ha ricevuto anche critiche. Il Guardian lo ha definito "un libro ben intenzionato e basta". Il Financial Times ha affermato che si trattava di "un libro importante" in quanto "l'élite liberale americana ha contribuito all'ascesa di Trump non riconoscendo il proprio senso di tribalismo"; tuttavia, affermava anche di lasciare senza risposta la "questione cruciale" di come creare un "mondo non tribale".

## Yale Law School
Chua è nota per il tutoraggio di studenti provenienti da comunità emarginate e per aiutare gli studenti a ottenere tirocini giudiziari. Nel 2018, HuffPost e The Guardian hanno affermato che Chua aveva consigliato alle studentesse di vestirsi in modo "estroverso" quando cercavano lavoro. Chua ha negato questa affermazione. Nel 2019, dopo che le sono stati mossi rilievi per i suoi "dinner party" con studenti, Chua ha dichiarato di non socializzare con gli studenti al di fuori della classe.

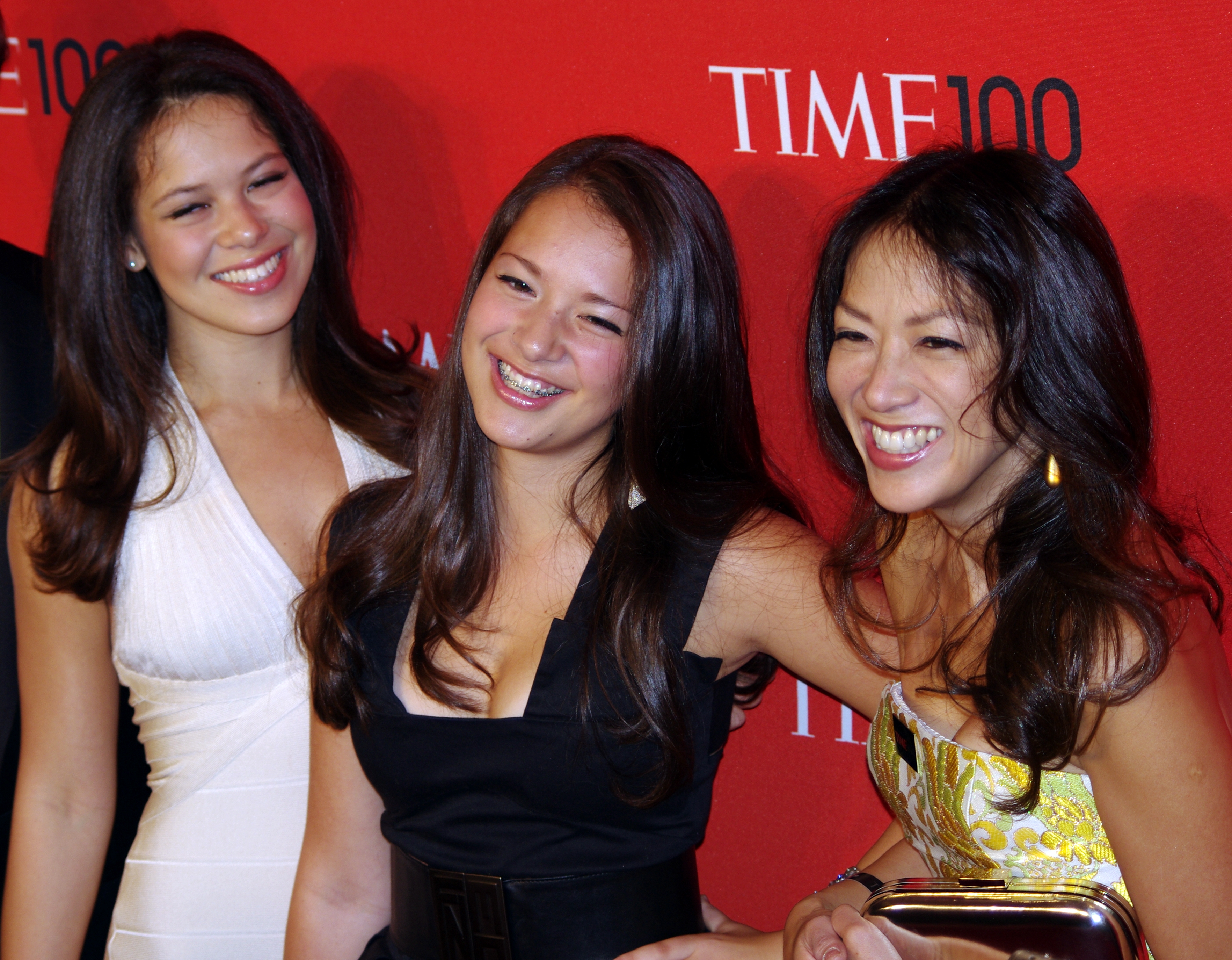
Chua e le sue due figlie al gala di "Time 100" nel 2011and her daughters at the 2011

## Vita privata
Chua vive a New Haven, nel Connecticut, ed è sposata con il professore della Yale Law School Jed Rubenfeld. Ha due figlie, Sophia e Louisa ("Lulu").